# Comarca de Aquidauana
A Comarca de Aquidauana é uma comarca brasileira localizada no estado de Mato Grosso do Sul, a 130 quilômetros da capital.

## Generalidades
Sendo uma comarca de segunda entrância, tem uma superfície total de aproximandamente 17 mil km², o que totaliza cerca de 4% da superfície total do estado. A povoação total da comarca é de mais de 45 mil habitantes, aproximadamente 2% do total da povoação estadual, e a densidade de povoação é de 2,6 habitantes por km².
A comarca inclui apenas o município de Aquidauana e limita-se com as comarcas de Rio Verde, Corumbá, Miranda e Anastácio.
Economicamente possui PIB de R$ 531 516 000,00 e PIB per capita de R$ 11 650,19
A comarca recebe o nome do Rio Aquidauana, rio que cruza o município de mesmo nome, tendo sido criada em 1910, pela Lei nº 549, e instalada em 1911 pelo Decreto nº 277 e elevada a Segunda Entrância em 1948.